# Hyde Parker (1739–1807)
Sir Hyde Parker (1739, Devon, Anglie – 16. března 1807, Londýn, Anglie) byl britský admirál, u Royal Navy sloužil od dětství a již v osmnácti letech byl poručíkem. Později vynikl ve válce proti USA a ve válkách proti Francii. V roce 1779 byl povýšen do šlechtického stavu, kariéru zakončil jako viceadmirál a velitel v Baltském moři.

## Životopis
Pocházel z londýnské obchodnické rodiny, která od roku 1681 užívala titul baroneta, narodil se jako druhorozený syn admirála Sira Hyde Parkera (1714–1782). Do námořnictva vstoupil v dětském věku a za sedmileté války byl již poručíkem (1758). Sloužil převážně pod otcovým velením, po roce 1766 dlouhodobě působil v Karibiku a u břehů severní Ameriky. Vynikl ve válce proti USA a v roce 1779 byl povýšen do šlechtického stavu. V letech 1779–1780 byl krátce velitelem na Závětrných ostrovech, později se zúčastnil válek proti revoluční Francii. Dosáhl hodností kontradmirála (1793) a viceadmirála (1795), v letech 1796–1800 byl velitelem na Jamajce a vedl námořní operace proti Francii v oblasti Karibiku. V roce 1801 byl pověřen velením v Baltském moři a bombardoval Kodaň. Po kritice svého dalšího postupu odevzdal velení a odešel do soukromí.
Byl dvakrát ženatý, jeho druhou manželkou byla Frances Onslow, dcera admirála Sira Richarda Onslowa. Z obou manželství měl šest dětí, nejstarší syn Sir Hyde Parker (1784–1854) byl admirálem, mladší synové John Boteler Parker (1786–1851) a Richard Parker (1804–1885) sloužili v armádě a dosáhli generálských hodností.